# A walesi nyelv használata Walesben
Ez a lista Wales megyéit rangsorolja a walesi nyelv ismeretének százalékos megoszlásában, a 2011-es nagy-britanniai népszámlálás adatai szerint. Ez a népszámlálás nem számította azokat a walesieket, akik Walesen kívül élnek.
A népszámlálás során a következő nyelvhasználati kategóriákat vették figyelembe:
- Megérti a beszélt walesi nyelvet
- Beszél, de nem olvas vagy ír walesi nyelven
- Beszél és olvas, de nem ír walesi nyelven
- Beszél, olvas és ír walesi nyelven
- Más kombinációja a felsoroltaknak
- Nem tud walesi nyelven

Ebben a táblázatban a nem tud walesi nyelven válasz kivételével minden kombináció megtalálható:
| Ssz. | Megye vagy város                             | Walesi nyelv %-os aránya |  |
| ---- | -------------------------------------------- | ------------------------ |  |
| 1    | Gwynedd (Gwynedd)                            | 72,9                     |  |
| 2    | Anglesey (Ynys Môn)                          | 68,6                     |  |
| 3    | Carmarthenshire (Sir Gaerfyrddin)            | 57,2                     |  |
| 4    | Ceredigion (Ceredigion)                      | 57,1                     |  |
| 5    | Conwy (Conwy)                                | 38,7                     |  |
| 6    | Denbighshire (Sir Ddinbych)                  | 34,7                     |  |
| 7    | Powys (Powys)                                | 27,5                     |  |
| 8    | Pembrokeshire (Sir Benfro)                   | 26,9                     |  |
| 9    | Neath Port Talbot (Castell-nedd Port Talbot) | 24,2                     |  |
| 10   | Wrexham (Wrecsam)                            | 20,6                     |  |
| 11   | Flintshire (Sir y Fflint)                    | 20,0                     |  |
| 12   | Rhondda Cynon Taff (Rhondda Cynon Taf)       | 19,2                     |  |
| 13   | Swansea ( Abertawe)                          | 18,9                     |  |
| 14   | Bridgend (Pen-y-bont ar Ogwr)                | 16,9                     |  |
| 15   | The Vale of Glamorgan (Bro Morgannwg)        | 15,9                     |  |
| 16   | Caerphilly (Caerffili)                       | 15,7                     |  |
| 17   | Cardiff ( Caerdydd)                          | 15,7                     |  |
| 18   | Merthyr Tydfil (Merthyr Tydfil)              | 14,7                     |  |
| 19   | Monmouthshire (Sir Fynwy)                    | 13,7                     |  |
| 20   | Torfaen (Torfaen)                            | 13,1                     |  |
| 21   | Newport (Casnewydd)                          | 12,7                     |  |
| 22   | Blaenau Gwent (Blaenau Gwent)                | 11,2                     |  |